# Friedel H. Eggelmeyer
Friedel Eggelmeyer (* 4. Januar 1950 in Ueffeln, Landkreis Osnabrück) ist ein ehemaliger Offizier der Bundeswehr und Ministerialbeamter. Zuletzt war er bis 2012 Politischer Direktor im Bundesministerium für wirtschaftliche Zusammenarbeit und Entwicklung.

## Leben
Eggelmeyer begann nach dem Abitur in Ibbenbüren im Mai 1968 sein Studium, das er wegen seiner Einberufung zur Bundeswehr als Wehrpflichtiger im April 1969 beendete.
Mitte 1969 wurde er Soldat auf Zeit und Offizieranwärter beim Panzerbataillon 333 in Lingen/Ems. Zusammen mit seiner Beförderung zum Leutnant im April 1971 erfolgte die Ernennung zum Berufssoldaten. Nach dem Ende der Offizierausbildung diente Eggelmeyer als Zugführer, Nachrichtenoffizier (S2) und Truppenversuchsoffizier im  Panzerlehrbataillon 93 in Munster (Örtze).
1976 wurde er Kompaniechef der 3./Panzerbataillon 333. Ab 1980 nahm er an der zweijährigen Ausbildung zum Offizier im Generalstabsdienst im 23. Generalstabslehrgang Heer an der Führungsakademie der Bundeswehr in Hamburg teil. Anschließend wurde Eggelmeyer als der Generalstabsoffizier des Sanitätsinspekteurs in das Bundesministerium der Verteidigung (BMVg) nach Bonn versetzt. Seiner darauf folgenden Tätigkeit als Chef des Stabes (G3) der Heimatschutzbrigade 52 in Lingen/Ems von 1984 bis 1986 schloss sich ein zweieinhalbjähriger Dienst bei der NATO in Rheindahlen an, wo er zuletzt als Military Assistant des Chief of Staff Northern Army Group  (NORTHAG) eingesetzt war. 1988 übernahm Eggelmeyer, mit 38 Jahren zu der Zeit jüngster Kommandeur des deutschen Heeres, die Führung des Panzerbataillons 33 in Neustadt am Rübenberge in der Region Hannover. Von 1990 bis 1992 arbeitete er zum zweiten Mal im BMVg, nun als Referent für Abrüstung und Rüstungskontrolle mit den KSE- und SALT-Verhandlungen befasst. Anschließend folgte eine 18-monatige Abordnung zum UN-Planungsstab des kanadischen Verteidigungsministeriums in Ottawa. Nach seiner Rückkehr nach Deutschland im Sommer 1994 wurde er für drei Jahre in den Planungsstab des Auswärtigen Amtes versetzt.
Im Herbst 1997 ließ sich Eggelmeyer vom Bundesministerium für Verteidigung (BMVg) als Soldat beurlauben, um im Arbeitskreis „Internationale Politik“ der FDP-Bundestagsfraktion zu arbeiten. Aufgrund seines Antrages wurde er vom BMVg gemäß Personalanpassungsgesetz Anfang 2003 im Dienstgrad Oberst in den Ruhestand versetzt. Seine Tätigkeit im Arbeitskreis „Internationale Politik“ bei der FDP-Bundestagsfraktion führte er weiter aus, nunmehr als Berater für Sicherheitspolitik. Zusätzlich wurde er zum stellvertretenden Leiter des Fraktionsstabs ernannt.
Anfang 2010 erfolgte durch den damaligen Bundesminister Dirk Niebel (FDP) die Berufung zum Abteilungsleiter in das Bundesministerium für wirtschaftliche Zusammenarbeit und Entwicklung (BMZ), wo er für die Europäische und Multilaterale Entwicklungspolitik sowie in der bilateralen Zusammenarbeit für die Regionen Südosteuropa, Südkaukasus, Naher Osten und Afghanistan/Pakistan zuständig war. Zugleich vertrat er als Governor die deutschen Interessen beim International Fund for Agricultural Development (IFAD) in Rom. Im Rahmen einer Umstrukturierung des Ministeriums übernahm er als Politischer Direktor Ende 2011 die neugeschaffene Abteilung „Planung und Kommunikation“. In dieser Funktion war er ab 2011 zugleich der ständige Vertreter des Staatssekretärs.
Im Juli 2012 wurde Eggelmeyer in den Ruhestand versetzt.